# بریر (واشینگتن)
بریر (به انگلیسی: Brier) شهری در شهرستان اسنوهومیش ایالت واشنگتن است که در سرشماری سال ۲۰۱۰ میلادی، ۶۰۸۷ نفر جمعیت داشته است.